# Lubbert Jan van Eck
Lubbert Jan van Eck est le 38e gouverneur du Ceylan néerlandais.